# Бан Юн
Бан Юн (на китайски: 班勇; на пинин: Ban Yong) е военачалник от империята Хан.

## Биография
Той е най-малкият син на Бан Чао, управител на „Западните области“, който в края на 1 век успява да постави Таримския басейн под контрола на Хан. Тези територии са загубени от китайците през първите години на 2 век.
През 123 година Бан Юн е изпратен в Тарим с малък контингент и успява да върне под китайски сюзеренитет Турфан, Шаншан и Аксу. През 124 година нанася поражение на северните хунну и възстановява постоянните комуникации между Тарим и Китай. През 127 година подчинява Карашар, Кашгар, Хотан, Яркенд и Куча, с което си осигурява пряк достъп до согдийските области. Въпреки това, той е отзован и за кратко дори е в затвора, но е освободен.
Бан Юн умира около 128 година.